# Glacier Roseg
Le glacier Roseg (en romanche : Vadret da Roseg) est un glacier de la chaîne de la Bernina. Il se situe dans le canton des Grisons en haute-Engadine.